# 山背国造
山背国造・山代国造（やましろのくにのみやつこ・やましろこくぞう）は、山城国南西部を支配した国造。

## 概要
山背国造と山代国造、山城国造の三通りの表記がある。

### 祖先
- 『先代旧事本紀』「国造本紀」において、神武天皇功臣への行賞記事に天目一命を山代国造に任命したと記される。
- 同書には神武朝に阿多根命を山城国造に、成務朝に曽能振命を山背国造に任命したとされる。

### 氏族
山代氏（やましろうじ、姓は直）。天武天皇12年（683年）に連に、14年に忌寸に昇格した。一部の者は天長10年（833年）に宿禰を賜っている。

## 本拠

### 支配領域
国造の支配領域は当時山背国と呼ばれた地域、後の山城国西部。現在の京都府南部。北部に山氏は摂津国河辺郡為奈郷に居住した。

## 氏神
天目一箇命。

## 人物
- 山背根子命
神功皇后摂政期の国造。神功皇后の命で広田神社を祀った葉山媛と長田神社を祀った長媛の父。